# Salinas de Guaranda
Salinas de Guaranda, o Salinas de Tomabela, è una parrocchia di quasi 10.000 abitanti situata appena a nord di Guaranda in Ecuador, nella provincia di Bolívar e nei pressi del vulcano Chimborazo, a 3.550 metri di altitudine.
La parrocchia comprende il villaggio di Salinas e 30 frazioni ubicate nelle aree circostanti (sia nella zona del pàramo che del sub-tropico). Costituita nel 1884 sotto il governo del presidente José María Placido Caamaño, prende il nome per la presenza di miniere di sale nella zona.
La temperatura media nella zona varia a seconda dell'altitudine, che va dagli 800 della località di Chazojuan ai 4200 m s.l.m. di Natahua nella zona del Arenal (direzione Ambato); a bassa quota il clima è subtropicale, con temperature medie che vanno dai 18 ai 25 °C, mentre oltre i 4000 metri le temperature si attestano dai 7 ai 14 °C.
Nel 1970 alcuni volontari italiani salesiani e volontari dell'operazione Mato Groso sono arrivati a Salinasper promuovere politiche di formazione giovanile e sostegno sociale, hanno istituito la Fundación Familia Salesiana. Il 26 novembre 2006 numerosi piccoli gruppi di agricoltori e produttori locali si sono associati nel Gruppo Salinas, una cooperativa costituita da sei organizzazioni dedicate ad attività sociali e produttive, impegnata nel turismo responsabile e nella produzione di svariati prodotti (formaggi, insaccati, cioccolato, artigianato, oli essenziali, ceramiche ecc.), alcuni dei quali vengono esportati in particolar modo in Italia, Germania e Giappone attraverso la rete del commercio equo e solidale.

## Economia
L'economia di Salinas si dividi tra agro-industria, artigianato e turismo.
Ci sono circa 28 piccole imprese locali che creano 290 posti di lavoro (dato del 2007). Tra le principali imprese ci sono un caseificio, una fabbrica di cioccolato e dolciumi, una fabbrica di insaccati, una filanda artigianato d'alpaca.
La produzione è venduta a livello nazionale ed all'estero in diverse parti del mondo, in particolare in Italia, Germania e Giappone.
Note
1. ↑  Salinas, Ecuador Page
2. ↑  Salinas de Tomabela sustainabletrip.org